# Kristallkulan (fotboll)
Kristallkulan är det pris som tidningen GT delar ut varje år till den som den anser vara årets bästa fotbollsspelare i Västsverige. Priset har delats ut till herrar sedan 1951 och till damer sedan 1978. 1990–1995, under tiden då GT slogs ihop med Kvällsposten under namnet iDAG, omfattades även KvP:s spridningsområde i södra Sverige.

## Kristallkulevinnare genom åren
| År   | Vinnare, herr                            | Klubb, herr       | Vinnare, dam          | Klubb, dam                |
| ---- | ---------------------------------------- | ----------------- | --------------------- | ------------------------- |
| 1950 | Rune Emanuelsson                         | IFK Göteborg      |                       |                           |
| 1951 | Reino Börjesson                          | IFK Göteborg      |                       |                           |
| 1952 | Karl-Alfred Jacobsson                    | Gais              |                       |                           |
| 1953 | Stig Andersson                           | Gais              |                       |                           |
| 1954 | Henry Andersson                          | IFK Göteborg      |                       |                           |
| 1955 | Rune Börjesson                           | Örgryte IS        |                       |                           |
| 1956 | Holger Hansson                           | IFK Göteborg      |                       |                           |
| 1957 | Gunnar Gren                              | Örgryte IS        |                       |                           |
| 1958 | Agne Simonsson                           | Örgryte IS        |                       |                           |
| 1959 | Bengt "Fölet" Berndtsson                 | IFK Göteborg      |                       |                           |
| 1960 | Rolf Wetterlind                          | Örgryte IS        |                       |                           |
| 1961 | Lennart Nilsson                          | IFK Göteborg      |                       |                           |
| 1962 | Owe Ohlsson                              | IFK Göteborg      |                       |                           |
| 1963 | Nils "Tidan" Johansson                   | IFK Göteborg      |                       |                           |
| 1964 | Örjan Persson                            | Örgryte IS        |                       |                           |
| 1965 | Björn Ericsson                           | IFK Göteborg      |                       |                           |
| 1966 | Kurt Axelsson                            | Gais              |                       |                           |
| 1967 | Bertil "Bebben" Johansson Leif Andersson | IFK Göteborg Gais |                       |                           |
| 1968 | Jan Olsson                               | Gais              |                       |                           |
| 1969 | Göran "Pisa" Nicklasson                  | IFK Göteborg      |                       |                           |
| 1970 | Lars-Göran Johansson                     | Örgryte IS        |                       |                           |
| 1971 | Sten Pålsson                             | Gais              |                       |                           |
| 1972 | Sten Pålsson                             | Gais              |                       |                           |
| 1973 | Kjell Uppling                            | Gais              |                       |                           |
| 1974 | Eine Fredriksson                         | Gais              |                       |                           |
| 1975 | Eine Fredriksson                         | Gais              |                       |                           |
| 1976 | Björn Nordqvist                          | IFK Göteborg      |                       |                           |
| 1977 | Lennart "Lie" Larsson                    | Halmstad BK       |                       |                           |
| 1978 | Reine Almqvist                           | IFK Göteborg      | Ann-Kristin Lindkvist | Öxabäcks IF               |
| 1979 | Torbjörn Nilsson                         | IFK Göteborg      | Anette Börjesson      | Jitex BK                  |
| 1980 | Sten Pålsson                             | Gais              | Pia Sundhage          | Jitex BK                  |
| 1981 | Torbjörn Nilsson                         | IFK Göteborg      | Anna Svenjeby         | Kronängs IF               |
| 1982 | Ruben Svensson                           | IFK Göteborg      | Elisabeth Leidinge    | Jitex BK                  |
| 1983 | Glenn Hysén                              | IFK Göteborg      | Karin Åhman-Svensson  | Öxabäcks IF               |
| 1984 | Stig Fredriksson                         | IFK Göteborg      | Lena Videkull         | Trollhättans IF           |
| 1985 | Peter Larsson                            | IFK Göteborg      | Ingrid Johansson      | Gais                      |
| 1986 | Glenn Hysén                              | IFK Göteborg      | Elisabeth Leidinge    | Jitex BK                  |
| 1987 | Thomas Wernerson                         | IFK Göteborg      | Anette Hansson        | Öxabäck IF                |
| 1988 | Stefan Pettersson                        | IFK Göteborg      | Helene Johansson      | Gais                      |
| 1989 | Roland Nilsson                           | IFK Göteborg      | Eleonor Hultin        | Jitex BK                  |
| 1990 | Tomas Ravelli                            | IFK Göteborg      | Eva Zeikfalvy         | Malmö FF                  |
| 1991 | Stefan Rehn                              | IFK Göteborg      | Lena Videkull         | Malmö FF                  |
| 1992 | Patrik Andersson                         | Malmö FF          | Anneli Andelén        | Öxabäck                   |
| 1993 | Stefan Rehn                              | IFK Göteborg      | Malin Lundgren        | Malmö FF                  |
| 1994 | Tomas Ravelli                            | IFK Göteborg      | Anneli Andelén        | Öxabäck                   |
| 1995 | Jörgen Pettersson                        | Malmö FF          | Annika Nessvold       | Malmö FF                  |
| 1996 | Stefan Pettersson                        | IFK Göteborg      | Camilla Svensson      | Jitex BK                  |
| 1997 | Andreas Andersson                        | IFK Göteborg      | Victoria Svensson     | Jitex BK                  |
| 1998 | Fredrik Ljungberg                        | Halmstad BK       | Camilla Ackerfors     | Landvetter IF             |
| 1999 | Marcus Allbäck                           | Örgryte IS        | Anna-Maria Eriksson   | Landvetter IF             |
| 2000 | Anders Svensson                          | IF Elfsborg       | Kristin Bengtsson     | Kopparbergs/Landvetter IF |
| 2001 | Håkan Mild                               | IFK Göteborg      | Ulrika Björn          | Kopparbergs/Landvetter IF |
| 2002 | Magnus Källander                         | Örgryte IS        | Anna-Maria Eriksson   | Kopparbergs/Landvetter IF |
| 2003 | Mikael Antonsson                         | IFK Göteborg      | Kristin Bengtsson     | Kopparbergs/Landvetter IF |
| 2004 | Niclas Alexandersson                     | IFK Göteborg      | Lotta Schelin         | Kopparbergs/Göteborg FC   |
| 2005 | Bengt Andersson                          | IFK Göteborg      | Johanna Almgren       | Kopparbergs/Göteborg FC   |
| 2006 | Anders Svensson                          | IF Elfsborg       | Lotta Schelin         | Kopparbergs/Göteborg FC   |
| 2007 | Ragnar Sigurdsson                        | IFK Göteborg      | Lotta Schelin         | Kopparbergs/Göteborg FC   |
| 2008 | Teddy Lučić                              | IF Elfsborg       | Sara Lindén           | Kopparbergs/Göteborg FC   |
| 2009 | Gustav Svensson                          | IFK Göteborg      | Linnea Liljegärd      | Kopparbergs/Göteborg FC   |
| 2010 | Denni Avdić                              | IF Elfsborg       | Annica Sjölund        | Jitex BK                  |
| 2011 | Mathias Ranégie                          | BK Häcken         | Lisa Dahlkvist        | Kopparbergs/Göteborg FC   |
| 2012 | Waris Majeed                             | BK Häcken         | Christen Press        | Kopparbergs/Göteborg FC   |
| 2013 | Tobias Hysén                             | IFK Göteborg      | Kristin Hammarström   | Kopparbergs/Göteborg FC   |
| 2014 | Lasse Vibe                               | IFK Göteborg      | Manon Melis           | Kopparbergs/Göteborg FC   |
| 2015 | Gustav Svensson                          | IFK Göteborg      | Elin Rubensson        | Kopparbergs/Göteborg FC   |
| 2016 | Viktor Claesson                          | IF Elfsborg       | Elin Rubensson        | Kopparbergs/Göteborg FC   |
| 2017 | Peter Abrahamsson                        | BK Häcken         | Elin Rubensson        | Kopparbergs/Göteborg FC   |
| 2018 | Paulinho                                 | BK Häcken         | Rebecka Blomqvist     | Kopparbergs/Göteborg FC   |
| 2019 | Robin Söder                              | IFK Göteborg      | Beata Kollmats        | Kopparbergs/Göteborg FC   |
| 2020 | Astrit Selmani                           | Varberg Bois      | Jennifer Falk         | Kopparbergs/Göteborg FC   |
| 2021 | Patrik Wålemark                          | BK Häcken         | Stina Blackstenius    |                           |
| 2022 |                                          |                   |                       |                           |

## Jurymedlemmar
Juryn heter Kristallkulejuryn och består av:
- Christer El-Mochantaf (chefredaktör GT)
- Hector Junelind (sportansvarig GT)
- Stefan Nilsson (sportreporter GT)
- Markus Wulcan (sportreporter GT)

## Kristallpipan
Kristallpipan var ett besläktat pris som delades ut till bäste fotbollsdomare från Västsverige och som också delades ut av Göteborgs Tidningen. Samma medlemmar satt i juryn till detta pris som i juryn till Kristallkulan.
Endast ett pris delades ut per år, antingen till en kvinnlig domare eller till en manlig domare.